# Kroonduif (luchtvaartmaatschappij)

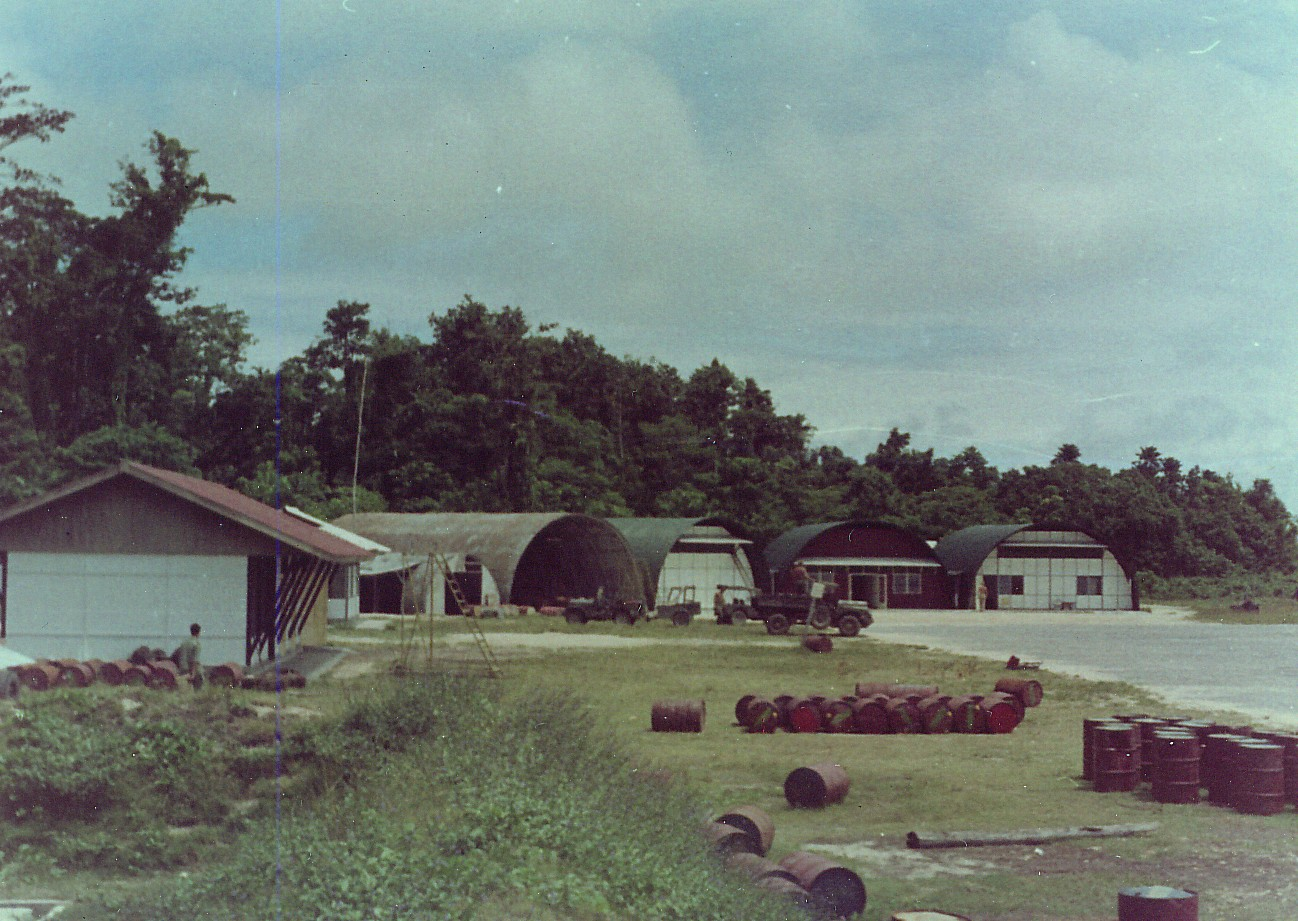
Kaimana-landingsstrip op Nieuw Guinea met de "verkeerstoren", het Kroonduif-kantoor, een generatorruimte en diverse andere onderkomens

De Kroonduif of Nederlands Nieuw Guinea Luchtvaart Maatschappij (NNGLM) was een luchtvaartmaatschappij die vluchten onderhield binnen Nederlands-Nieuw-Guinea. De naam Kroonduif kwam van de gelijknamige inheemse vogelsoort.

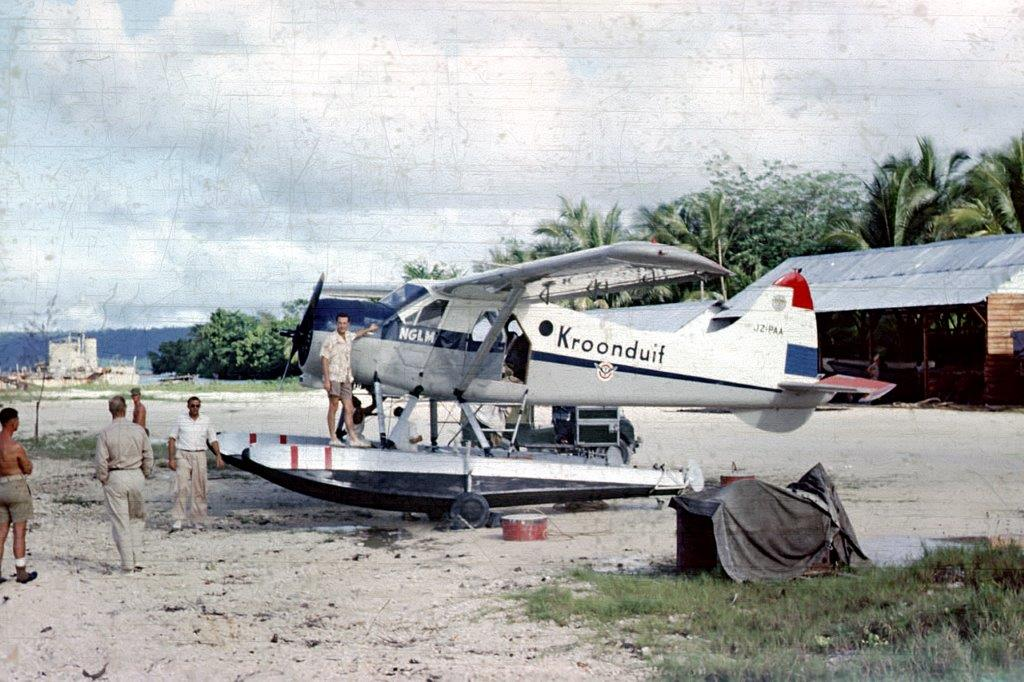
Beaver JZ-PAA op Biak. 1957

Het bedrijf werd opgericht in 1956 en was een onderdeel van de KLM. De Kroonduif vloog vanaf het eiland Biak, ten noorden van Nieuw-Guinea, naar verschillende plaatsen in Nieuw-Guinea, zoals Hollandia, Merauke, Manokwari, Steenkool en Sorong.
De luchtvloot bestond uit Douglas DC3 Dakota's, De Havilland Beavers en Scottish Aviation Twin Pioneers.
Bij de overdracht van Nederlands-Nieuw-Guinea aan Indonesië in 1962 werden het materieel en de luchthavens overgedragen aan Garuda Indonesia, die deze vlak daarna aan Merpati Nusantara Airlines toewees, een maatschappij die in 1978 volledig in handen kwam van Garuda.
Bestemmingen
Volgens de Kroonduif dienstregeling van 1 december 1958 werd gevlogen op de volgende bestemmingen:
- Biak, Ajamaroe, Fak Fak, Hollandia, Kaimana, Kebar, Kokonao, Manawi, Manokwari, Merauke, Napan, Noemfoer, Ransiki, Sorong, Steenkool, Tanahmerah, Teminaboean, Wasior en Wisselmeren.[1]